# Мігель Сапочник
Мігель Сапочник (англ. Miguel Sapochnik, народився 1 липня 1974) — англійський режисер кіно і телебачення аргентинського походження, у минулому - художник-розкадрувальник. За роботу в якості режисера над епічним фентезійним серіалом HBO "Гра престолів" отримав нагороду за видатну режисуру драматичного серіалу на 68-й церемонії вручення премії "Еммі" в прайм-тайм та нагороду Гільдії режисерів Америки за видатну режисуру драматичного серіалу на 69-й церемонії вручення премії Гільдії режисерів Америки. Також Сапочник зняв науково-фантастичний фільм "Різники".

## Кар'єра
Народився як Мігель Вісенте Розенберг-Сапочник у Лондоні, Англія.
Сапочник розпочав свою кар’єру, як  художник розкадровки; деякі з його робіт включають На голці (1996, режисер Денні Бойл ) і Зимовий гість (1997, режисерський дебют актора Алана Рікмана ).
У 2000 році Сапочник зняв короткометражний фільм "Мрійник", сценарій і режисуру якого написав сам. Він також зняв музичний кліп "Beautiful Inside" для співачки Луїзи.
У 2001-2005 роках був директором компанії "Snowflake in Hell Films Limited".
Режисерським дебютом Сапочника в повнометражному фільмі став Різники (2010) з Джудом Лоу та Форестом Вікатером у головних ролях.
Сапочник працював над американськими телесеріалами, знявши епізоди «Пробудись» (2012), «Край» (2011–12), «Дім» (2011–12) та «Ігри розуму» (2014).
У 2015 році Сапочник зняв дві серії п'ятого сезону серіалу « Гра престолів » — «Подарунок » і «Трудний дім». Він повернувся, щоб поставити останні два епізоди шостого сезону «Гри престолів ', « Битва виродків» і «Вітри зими». Усі ці епізоди отримали схвальні відгуки як критиків, так і глядачів. Сапочник отримав премію «Еммі» за видатну режисуру драматичного серіалу на 68-й церемонії вручення премії «Еммі» за фільм «Битва виродків».
У 2016 році Сапочник став режисером прем'єри серіалу "Відозмінений вуглець" для Netflix.
У 2017 році він зняв епізод «Залізного кулака».
У вересні 2017 року він зняв третю («Довга ніч») і п'яту («Дзвони») епізоди останнього сезону «Гри престолів».
Він був одним із двох шоуранерів серіалу «Дім Дракона», прем’єра першого сезону якого відбулася 21 серпня 2022 року. У серпні 2022 року було оголошено, що він залишає шоу після першого сезону.

## Особисте життя
З 2006 року одружений з акторкою Алексіс Рабен.
Він єврей.

## Фільмографія

### Кінофільми
- Різники (2010)
- Фінч (2021)

### Телебачення
| Роки | Шоу                  | Сезон | Епізод | Назва епізоду                           | Примітка |
| ---- | -------------------- | ----- | ------ | --------------------------------------- | --- |
| 2011 | Доктор Хаус          | 7     | 9      | "Larger Than Life"                      | |
| 2011 | Доктор Хаус          | 7     | 11     | "Family Practice"                       | |
| 2011 | Доктор Хаус          | 7     | 22     | "After Hours"                           | |
| 2011 | Межа                 | 4     | 3      | "Alone in the World"                    | |
| 2011 | Доктор Хаус          | 8     | 7      | "Dead &amp; Buried"                     | |
| 2012 | Доктор Хаус          | 8     | 16     | "Gut Check"                             | |
| 2012 | Доктор Хаус          | 8     | 21     | "Holding On"                            | |
| 2012 | Awake                | 1     | 13     | "Turtles All the Way Down"              | |
| 2012 | Коли падають небеса  | 2     | 4      | "Young Bloods"                          | |
| 2012 | Межа                 | 5     | 1      | "Transilience Thought Unifier Model-11" | у співавторстві з Jeannot Szwarc |
| 2013 | Під куполом          | 1     | 7      | "Imperfect Circles"                     | |
| 2013 | Революція            | 1     | 12     | "Ghosts"                                | |
| 2013 | Банші                | 1     | 9      | "Always the Cowboy"                     | |
| 2013 | Банші                | 1     | 10     | "A Mixture of Madness"                  | |
| 2014 | Mind Games           | 1     | 1      | "Pilot"                                 | |
| 2014 | Екстант              | 1     | 13     | "Ascension"                             | |
| 2015 | Гра престолів        | 5     | 7      | "The Gift"                              | |
| 2015 | Гра престолів        | 5     | 8      | "Hardhome"                              | |
| 2015 | Майстри сексу        | 3     | 3      | "The Excitement of Release"             | |
| 2015 | Справжній детектив   | 2     | 5      | "Church in Ruins"                       | |
| 2016 | Гра престолів        | 6     | 9      | "Battle of the Bastards"                | Primetime Emmy Award for Outstanding Directing for a Drama Series Directors Guild of America Award for Outstanding Directing – Drama Series Nominated—Hugo Award for Best Dramatic Presentation, Short Form |
| 2016 | Гра престолів        | 6     | 10     | "The Winds of Winter"                   | |
| 2017 | Залізний кулак       | 1     | 4      | "Eight Diagram Dragon Palm"             | |
| 2018 | Видозмінений вуглець | 1     | 1      | "Out of the Past"                       | |
| 2019 | Гра престолів        | 8     | 3      | "Довга Ніч"                             | Nominated—Primetime Emmy Award for Outstanding Directing for a Drama Series Nominated—Directors Guild of America Award for Outstanding Directing – Drama Series                                             |
| 2019 | Гра престолів        | 8     | 5      | "The Bells"                             | |
| 2022 | Дім Дракона          | 1     | 1      | "The Heirs of the Dragon"               | Також шоуранер та виконавчий продюсер |
| 2022 | Дім Дракона          | 1     | 6      | "The Princess and the Queen"            | Також шоуранер та виконавчий продюсер |
| 2022 | Дім Дракона          | 1     | 7      | "Driftmark"                             | Також шоуранер та виконавчий продюсер |

## Зовнішні посилання
- Мігель Сапочник на сайті IMDb (англ.)